# IX symfonia Beethovena
IX Symfonia d-moll op. 125 – ostatnia ukończona symfonia Ludwiga van Beethovena, jedno z najsłynniejszych i najwybitniejszych dzieł muzyki poważnej. Znana także jako Symfonia radości, popularna jest głównie dzięki finałowej kantacie do słów Ody do radości Friedricha von Schillera.
Była pierwszą w historii symfonią wokalno-instrumentalną, tzn. symfonią z udziałem głosu ludzkiego. Rękopis symfonii został wpisany w 2001 roku na listę UNESCO Pamięć Świata.
Rękopis utworu, sprzedany za 2,1 mln funtów (równowartość 3,4 mln dolarów) w 2003 roku na aukcji w Londynie, stał się jednym z najdroższych na świecie.

## Dedykacja
Beethoven zadedykował dzieło królowi pruskiemu, Fryderykowi Wilhelmowi III.

## Premiera
Symfonia została po raz pierwszy wykonana publicznie 7 maja 1824 roku w Theater am Kärntnertor w Wiedniu. Jej premiera spotkała się z entuzjastycznym przyjęciem publiczności. Beethoven, który z powodu całkowitej głuchoty nie był już w stanie dyrygować swoim dziełem, stał podczas koncertu za plecami dyrygenta, tyłem do publiczności. Nie mógł zatem zauważyć burzliwych owacji po zakończeniu utworu. Według anegdoty przekazanej przez sekretarza kompozytora Antona Schindlera, podeszła do niego wówczas śpiewaczka Caroline Unger i odwróciła go w stronę publiczności, a kompozytor bardzo się wzruszył.

## Krytyka symfonii
Mimo sukcesu pierwszego, wiedeńskiego wykonania ówczesny świat muzyczny krytycznie odniósł się do dzieła. Carl Zelter, kompozytor i przyjaciel Goethego wyraził się: „[Beethoven] to geniusz, który obwiesza błyskotkami prosię”, Felix Mendelssohn-Bartholdy z kolei stwierdził, że „jest to muzyka napisana na Wielki Wtorek przez pijanego”. Louis Spohr stwierdził, że chóralny finał jest monstrualny i pozbawiony smaku, co uznał za efekt postępującej głuchoty Beethovena. Bardzo krytycznie były też przyjmowane premiery w kolejnych krajach. Po londyńskiej prapremierze w kwietniu 1825 roku w prasie angielskiej można było przeczytać, że „IX symfonia jest za długa i brak jej zrozumiałego planu”. Niepowodzeniem zakończyła się również amerykańska premiera, która odbyła się w Nowym Jorku w 1846 roku.
Dopiero nowe, nadchodzące pokolenie muzyków doceniło wartość i przełomową rolę ostatniego dzieła Beethovena. Wszelkie spory umilkły od połowy XIX w., gdy dzieło zostało z pietyzmem poprowadzone przez Richarda Wagnera w 1842 roku w Dreźnie.
Hector Berlioz stwierdził, że IX symfonia dała początek nowoczesnej muzyce. Nowych aranżacji dzieła na fortepian dokonali Ferenc Liszt i Richard Wagner. Pod wpływem monumentalnego brzmienia symfonii pozostawali m.in. Anton Bruckner i Gustav Mahler. Bedřich Smetana uznał IX symfonię za „boskie objawienie”, a Marcel Quinet nazwał ją „Marsylianką ludzkości”.

## Budowa
Symfonia składa się tradycyjnie z czterech części, choć kompozytor zamienił ich kolejność przesuwając wolne adagio z tradycyjnie drugiej na trzecią pozycję:
1. Allegro ma non troppo, un poco maestoso (d-moll)
2. Allegro vivace (d-moll)
3. Adagio molto e cantabile – Andante moderato (B-dur)
4. Presto – Allegro assai – Andante maestoso – Allegro energico, sempre ben marcato – Allegro ma non tanto – Prestissimo (d-moll/D-dur)

W finale symfonii Beethoven wprowadził głosy wokalne wykorzystując wiersz Oda do radości Friedricha von Schillera. 
Aranżację fragmentu finału przyjęto jako hymn Rady Europy, a w 1986 roku przyjęła ją jako swój hymn Unia Europejska.
Łączny czas trwania utworu to zazwyczaj nieco ponad 70 minut.

## Obsada
Dzieło zostało napisane na orkiestrę symfoniczną o następującym składzie: podwójne flety, oboje, klarnety, fagoty, trąbki, 3 puzony, 4 rogi, kotły i kwintet smyczkowy. W czwartej części dochodzą: flet piccolo, kontrafagot, trójkąt, talerze perkusyjne oraz bęben. Partie wokalne: sopran, alt, tenor, baryton, chór.